# S.T.A.L.K.E.R.: Lost Alpha
S.T.A.L.K.E.R.: Lost Alpha — пользовательская модификация для компьютерной игры «S.T.A.L.K.E.R.: Тень Чернобыля», восстанавливающая вырезанный из игры контент с рядом собственных идей авторов.
Модификация вышла 26 апреля 2014 года в раннем доступе, после пяти лет разработки. В дальнейшем выпускались обновления, крупнейшим из которых стал Developer’s Cut (сокращённо Lost Alpha DC).

## Игровой процесс
Lost Alpha в целом наследует геймплей «S.T.A.L.K.E.R.: Тень Чернобыля»; игра представляет собой шутер от первого лица с открытым миром и элементами ролевой игры. Игрок путешествует по миру и выживает в нём, также проходя цепочку сюжетных заданий, которые проводят его по всей Зоне Отчуждения.
Модификация расширяет игровой процесс, добавляя и улучшая ряд игровых элементов; большинство игровых локаций было значительно переработано, а также добавлен ряд новых, в числе которых восстановленные вырезанные локации, такие как Тёмная лощина и Мёртвый город. Был воссоздан ряд планировавшихся введений в оригинальную игру, среди которых есть автотранспорт, общение со сталкерами через ПДА, а также вырезанные мутанты и аномалии. Выживание в Зоне усложнилось: помимо потребности в еде, игрок также обзавёлся потребностями в воде и сне, а фонарик имеет конечный заряд.
Графическая составляющая была значительно улучшена по сравнению с оригиналом; модификация поддерживает DirectX 10 и полное динамическое освещение. Ночи и подземелья по сравнению с оригиналом стали гораздо темнее.
В мае 2017 года вышло крупное обновление Developer’s Cut, исправившее ряд проблем Lost Alpha и добавившее новые элементы; так, Зона стала куда более заселённой и живой, добавились новые графические элементы, новые побочные задания и несколько геймплейных элементов из «S.T.A.L.K.E.R.: Зов Припяти».

## Сюжет
Lost Alpha во многом берёт за основу сюжет оригинальной «Тени Чернобыля»; вся предыстория, место действия и основные события перекочевали из оригинальной игры. Игрок по-прежнему берёт на себя роль сталкера Меченого, очнувшегося после поездки на «грузовике смерти» без памяти с лишь одной записью в ПДА — «Убить Стрелка». При этом сюжет дополнился массой новых событий и подробностей, среди которых в том числе и восстановленный вырезанный контент, такой как группировка «Грех».

## Разработка
Разработка модификации началась в 2008 году командой энтузиастов Dezowave. Первоначальной целью было воссоздать «Тот Самый S.T.A.L.K.E.R.», который изначально планировали GSC. Однако спустя год работы было решено, что это невозможно, и к концу 2009 года появилась новая концепция — оставить всё лучшее из «Тени Чернобыля» и дополнить рядом собственных идей; создать параллельную историю, действие которой происходит на восстановленных территориях, не попавших в вышедшую игру.
Zoxfeld, глава Dezowave, рассказал в интервью, что в начале у команды не хватало инструментов для работы и их приходилось собирать «по крупицам». Команда заново собрала SDK, который увеличил графические возможности проекта, благодаря чему Lost Alpha получила поддержку DirectX 10 и полного динамического освещения. По его мнению, на максимальных настройках графики модификация «выдаёт такую картинку, что позавидуют многие шутеры современности».
Из первоначального релиза были вырезаны некоторые игровые механики, среди которых меню навыков, готовка пищи на костре и так далее, но большинство из них планировалось добавить в последующих обновлениях.
Lost Alpha была выпущена 26 апреля 2014 года спустя более 5 лет разработки. При этом выпуск произошёл раньше, чем планировалось, из-за утечки билда проекта. Это также привело к тому, что команда лишилась шанса продавать проект как самостоятельный аддон, чему бы не возражали представители GSC, если вышедший мод был достаточно высокого качества. При этом отмечалось, что выход модификации стоит воспринимать как выход в ранний доступ, и разработка будет продолжаться и дальше.
5 декабря 2014 года был анонсирован Developer’s Cut — крупное обновление, улучшающее целый ряд аспектов игры, в числе которых A-Life и заселённости локаций, стабильность игры, переработка торговли, оружия, погоды и так далее. По итогу Directors Cut был выпущен в мае 2017 года.

## Отзывы
| Русскоязычные издания | Русскоязычные издания |
| Издание               | Оценка                |
| --------------------- | --------------------- |
| «Игромания»           | 8/10                  |

В рецензии от журнала Игромания модификация получила оценку 8 / 10. Отмечалась атмосфера игры и высокий уровень графики: «если не приглядываться, можно подумать, что перед нами не скриншот из игры, а фотография какого-нибудь провинциального городка». При этом отмечалось, что мир игры слишком пустой, и кроме как прохождения сюжетных квестов в нём заняться нечем. Также указывались многочисленные баги и вылеты. Впрочем, была высказана надежда, что с выходом обновлений ситуация улучшится.
Крейг Пирсон в статье для Rock, Paper, Shotgun назвал Lost Alpha лучшей модификацией для серии игр S.T.A.L.K.E.R., похвалив её нововведения и сказав: «Lost Alpha — это как спустя десятилетия вернуться в город, в котором вы выросли, и обнаружить, что все мутанты и здания находятся не там, где вы их запомнили». Он посоветовал проект тем, кто часто играл в «Тень Чернобыля».
Модификация заняла 3 место в голосовании «Мод Года» на Mod DB в 2014 году, где она была описана как «оригинал, который вы всегда хотели, привнесён в жизнь».